# 伴悦
伴悦（ばん えつ、1930年5月12日-　）は、日本近代文学研究者。
長野県松本市生まれ。1953年早稲田大学第二文学部日本文学科卒、56年同大学院文学研究科日本文学専攻修士課程修了。中学校教諭となる。1966年、矢島道弘、島田昭男、荻久保泰幸らと無頼文学会を創設。1973年明星学園高等学校教諭、1983年龍谷大学教授、1987年文部省教科書調査官、90年退官、国士舘大学文学部教授。2001年定年退職。

## 著書
- 『岩野泡鳴論』双文社出版 1977
- 『岩野泡鳴 「五部作」の世界』明治書院 1982
- 『横光利一文学の生成 終わりなき揺動の行跡』おうふう 1999
- 『明日に繋げて』審美社 2003
- 『岩野泡鳴文学の生成』おうふう 2006

### 共編
- 『無頼文学辞典』久保田芳太郎、島田昭男 矢島道弘共編 東京堂出版 1980

## 参考
- 伴悦教授略年譜・研究業績 (伴悦教授退職記念) 国文学論輯 2001-03
- 『現代日本人名録』2002年